# Peter Wagner
Peter Josef Wagner, född 19 augusti 1865 i Kürenz vid Trier, död 17 oktober 1931 i Fribourg, var en tysk musikhistoriker

## Biografi
Wagner studerade filologi och, under Gustav Jacobsthal, Heinrich Bellermann och Philipp Spitta, musikhistoria. Han var från 1893 knuten till Fribourgs universitet i Schweiz, där han 1901 blev ordinarie professor i musikhistoria och kyrkomusik.
Wagner var en av sin tids främsta auktoriteter på den äldre kyrkomusikens område. Som sin tids främste kännare av gregoriansk sång författade bland annat Das Madrigal und Palestrina, Einführung in die gregorianischen Melodien (tre delar, 1901–21), Neumenkunde, Geschichte der Messe och Einführung in die katholische Kirchenmusik. År 1901 grundade han en gregoriansk akademi vid universitetet i Fribourg och var medlem av den påvliga koralkommissionen 1903.
Wagner invaldes 1926 som ledamot av Kungliga Musikaliska Akademien i Stockholm.